# Calentamiento dieléctrico

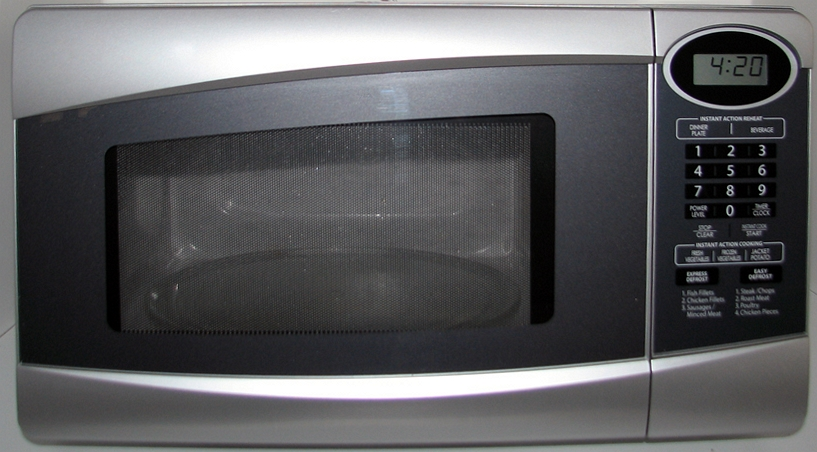
Un horno microondas utiliza calentamiento dieléctrico para cocinar alimentos.

El calentamiento dieléctrico , también conocido como calentamiento electrónico, calentamiento por radiofrecuencia y calentamiento por alta frecuencia , es el proceso mediante el cual un campo eléctrico alterno de radiofrecuencia (RF), o una radiación electromagnética de ondas de radio o microondas , calienta un material dieléctrico . A frecuencias más altas, este calentamiento se produce por la rotación de dipolos moleculares dentro del dieléctrico.

## Mecanismo
El rango de frecuencias más utilizado para el calentamiento dieléctrico se corresponde con la parte del espectro de microondas entre 3 MHz ay 30 GHz, lo que corresponde a una longitud de onda de 100 m a 1 cm. 
El efecto de calentamiento se basa en la interacción del campo electromagnético con el material dieléctrico. El campo aplicado provoca un desplazamiento de las partículas cargadas en el material , lo que da lugar a dipolos inducidos. Los dipolos (ya sean inducidos o dipolos permanentes como la molécula de agua) responden al campo eléctrico, intentando un alineamiento con éste. Debido a la inercia de los dipolos y a su interacción con moléculas vecinas, el campo oscila más rápido que el tiempo de respuesta de los dipolos moleculares lo que provoca que se encuentren siempre ligeramente desfasados con respecto al campo, con el aumento correspondiente del movimiento. Esto provoca una transferencia de energía del campo eléctrico al material que produce un aumento de la temperatura.
Esta potencia disipada que provoca un aumento de la temperatura del material se conoce como pérdida dieléctrica y, despreciando los efectos magnéticos, se calcula como
{\displaystyle Q=\omega \ \epsilon _{0}\ \epsilon ''\ E^{2}}
siendo Q la potencia disipada por unidad de volumen en W/m³, ω la frecuencia angular de oscilación del campo, ε0 la permitividad del vacío, ε'' el factor de pérdida efectivo (parte imaginaria de la constante diélectrica) y E2 la intensidad del campo eléctrico en V/m
La mayoría de los materiales pertenecen a este tipo de dieléctricos con pérdidas. La radiación electromagnética pueden penetrar cierta distancia en el material, lo que da lugar a lo que se denomina un calentamiento volumétrico, a diferencia de una calentamiento convencional que empieza en la superficie externa y se transmite al resto del volumen por conducción . La profundidad de penetración se puede calcular mediante la ecuación
{\displaystyle D_{p}={\frac {\lambda _{0}}{2\pi }}{\frac {\sqrt {\epsilon '}}{\epsilon ''}}}
para εʺ ≪ εʹ
con εʹ como la parte real de la  constante diélectrica y λ0 la longitud de onda de las microondas.
Esto no significa que, incluso a profundidades superiores a la profundidad de penetración,  no siga existiendo calentamiento. La atenuación exponencial de las microondas implica, por la propia definición de profundidad de penetración, que la intensidad de la onda incidente se reduce  1/e (aproximadamente el 36,8 %) de la intensidad inicial a dicha profundidad. Aparte de que se puede seguir transmitiendo calor al interior del volumen por conducción.

## Aplicación al horno de microondas
El horno de microondas utiliza una frecuencia de 2,45 GHz (λ0 = 12,23 cm) precisamente porque para el agua (y la mayoría de alimentos) la profundidad de penetración a esa frecuencia es de unos pocos centímetros (entre 2 y 4,5 cm para la mayoría de alimentos). A medida que utilizásemos frecuencias menores, cambiaría la absorción del agua y disminuiría el efecto mientras que para frecuencias mayores la profundidad de penetración iría disminuyendo y el alimento sólo se calentaría en capas cada vez más exteriores.

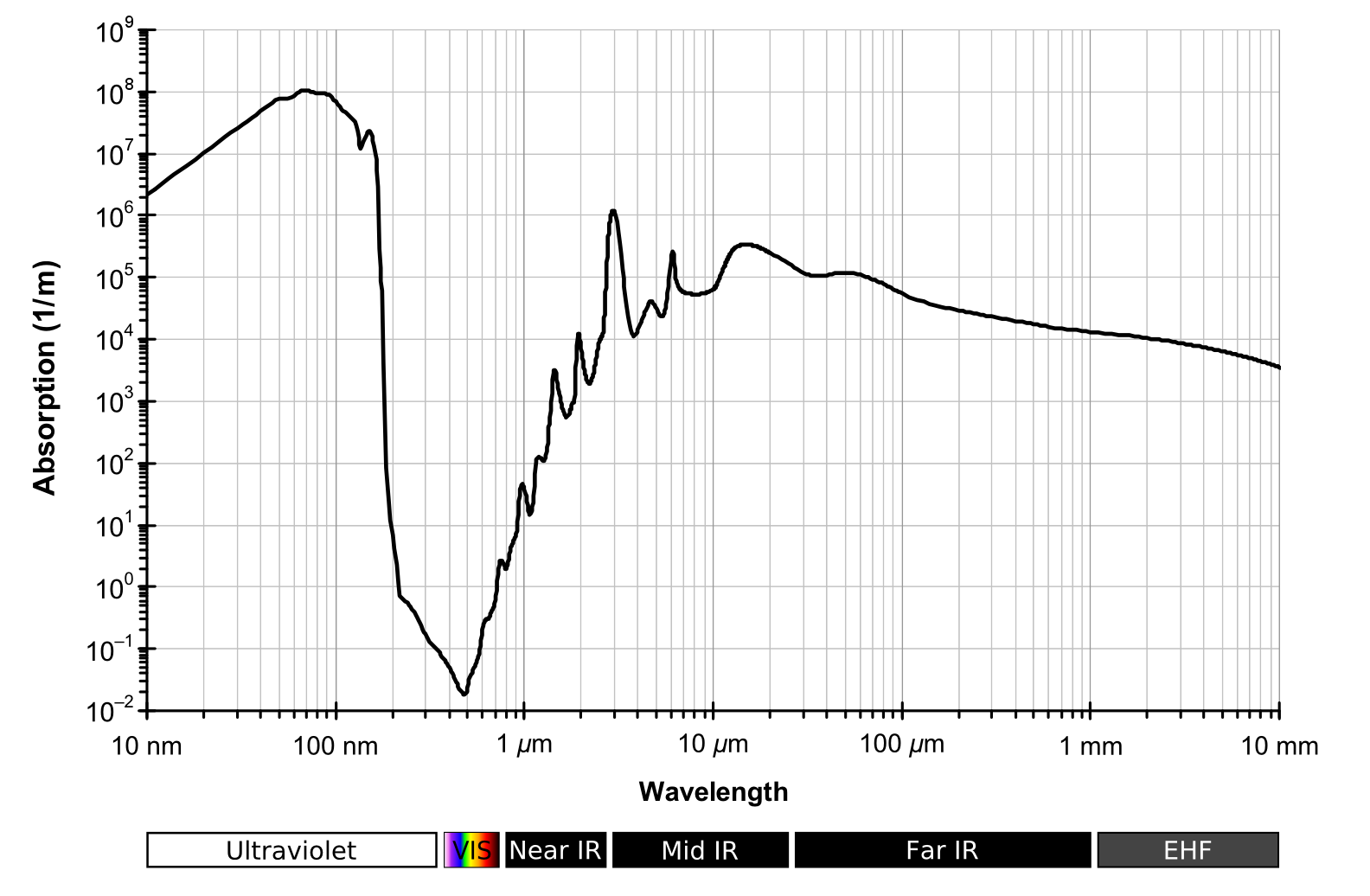
Espectro de absorción del agua líquida

Que la frecuencia elegida sea exactamente esa y no otra similar no se debe a ninguna propiedad física sino a que se encuentra dentro de una banda ISM que podría ser utilizada sin licencia por la industria Así, la idea de que esa frecuencia fue elegida como resonante con una del espectro de absorción del agua es completamente falsa, aunque se pueda encontrar en muchos sitios. La primera frecuencia resonante significativa del agua se encuentra por encima de 1 THz.
El calentamiento dieléctrico puede penetrar profundamente en un material, dependiendo de la frecuencia del campo electromagnético y de las propiedades del material. Pero debido a la atenuación de las microondas, a medida que su energía se convierte en calor en el alimento, el calentamiento dieléctrico disminuye exponencialmente con la profundidad. 
La permitividad varía para los diferentes componente de los alimentos, lo que crea un calentamiento dieléctrico selectivo reflejado como un calentamiento inhomogéneo de los alimentos. Este fenómeno se ha explicado erróneamente como que el horno de microondas calienta los alimentos desde el interior
Esta falsa idea de calentamiento de dentro a fuera sí que podría ser más próxima a la realidad en el fenómeno de inversión de perfil de temperatura, provocado a veces por la exposición  al aire más frío en el interior del horno de microondas  (las microondas no calientan el aire), produciendo un enfriamiento más rápido de la superficie mientras que el menor calentamiento dieléctrio interior se acumula debido al aislamiento térmico del propio alimento.
Como la permitividad es además una función de la temperatura, la profundidad de penetración también depende de ésta. En la práctica, esto significa que la cantidad del volumen de alimento expuesta directamente al calentamiento dieléctrico puede variar a medida que avanza el propio calentamiento y que una cantidad que inicialmente se consideraba demasiado grande para su cocinado puede resultar más adecuada cuando se alcanza un determinado nivel de temperatura.